# 三苫千景
三苫 千景（みとま ちかげ、1983年12月17日 - ）は、日本の元レースクイーン、タレント。
北海道出身。札幌大谷高等学校卒業。

## 来歴
2002年から2003年まで、十勝インターナショナルスピードウェイ（現：十勝スピードウェイ）のイメージガールを2年間務め、2004年に上京しフェイスネットワークに所属。同年、JGTC「ZERO SUN Rodeo Drive GIRL」でレースクイーンデビュー。
2005年、オートサロンイメージガール「A-class」メンバーとして活動。同年の札幌オートサロンにも出演した。ちなみに北海道出身者がA-classメンバーを務めたのは、8年後の2013年に遠野千夏が選ばれるまでは千景だけであった。この年にはテレビ東京のバラエティ番組『やりすぎコージー』へのレギュラー出演もあった。
2006年にはSUPER GT「Weds Sport RACING PROJECT BANDOHレースクイーン」、2007年にはSUPER GT「houzan's cosmos CircutLady」を務めた。
2008年6月、フェイスネットワークから関連子会社として新たに設立された「プラチカ」に移籍し“千景”に改名したが、2009年6月30日をもって退所。同年9月よりイアラに移籍し活動を続けたが、程なくしてイアラを退所した。現在は、フェイス時代の同僚であった小田倉良子が代表を務めるネイルサロン「ルミエールプラチナム」のサロンコンシェルジュとして勤務している。

## 人物・エピソード
- 趣味：歌、詩を作る、バドミントン、卓球
- 特技：ピアノ、絶対音感、犬と話が出来る
- 好きな色：白
- 里田まいは高校の同級生で親友である[4]。2009年10月に里田のブログで「親友」として紹介され、顔出しでツーショット写真も掲載された[5]。その後も里田のブログに度々登場しており、一緒に食事に行く姿も見受けられる[6]。
- 2012年1月14日の東京オートサロン内で行われた「A-class ALL Stars Stage」で福山安奈が明かした所によると、オートサロン公認CDアルバム「TOKYO AUTOSALON 2005 presents EVOLUTION #1」[7]のジャケットの口元から下半身の人物のモデルとして千景の写真が採用されたとのこと。

## 作品

### DVD
- THE FIRST DIARY(2005年1月 ビーエムドットスリー RPP-004)
- レースクィーンのわたしごと 第1巻(2005年7月 ジェネオン エンタテインメント GNBW-7161)

### 作詞
- Shela「Dear my friends」（2005年）
- Airy「REMEMBER YOUR HEART」（2008年）
- A-class2009「OPEN YOUR EYES」（2008年）